# Wolf & Raven
Wolf & Raven è il primo singolo estratto dall'album Silence e secondo del gruppo musicale finlandese Sonata Arctica, pubblicato dalla Spinefarm Records il 25 maggio 2001.

## Tracce
Testi e musiche di Tony Kakko, arrangiamenti dei Sonata Arctica.
1. Wolf & Raven – 4:16
2. PeaceMaker – 3:27

## Formazione
- Tony Kakko - voce/tastiera
- Jani Liimatainen - chitarra
- Tommy Portimo - batteria
- Mikko Härkin - tastiera
- Marko Paasikoski - basso

## Registrazione
- Registrato al Tico Tico Studio da Anti Kortelainen.
- Mixato da Mikko Karmila e masterizzato da Mika Jussila ai Finnvox Studios.